# Macross Zero
Macross Zero (jap. マクロス ゼロ, Makurosu Zero) ist der Name einer fünfteiligen OVA-Serie, die ursprünglich in Japan zum 20-jährigen Jubiläum von 2002 bis 2003 direkt auf DVD veröffentlicht wurde. Regie führte Shōji Kawamori.
Die Serie ist von der Handlung her als Prequel zur Originalserie Chōjikū Yōsai Macross aus dem Jahr 1982 angelegt.

## Handlung
Die Handlung zeigt die Ereignisse neun Jahre nach dem Absturz eines außerirdischen Raumschiffes auf der Erde im Jahr 1999. Nach der Entdeckung der außerirdischen Technologie entbrannte ein Weltkriegs zwischen der UN und ihrer Gegenorganisation Anti-UN.
In dessen Wirren werden die Hauptfiguren Shin Kudō und Sara Nome durch Forscher der UN und Anti-UN gezwungen, den Vogelmenschen aus der Legende des Mayanischen Volks zu erwecken, das auf einer Insel im Südpazifik lebt und dem Sara Nome und ihre jüngere Schwester Mao angehören. Der Legende nach ist der Vogelmensch das letzte Überbleibsel einer Protokultur, die unter anderem für die Entwicklung der Menschen verantwortlich war. Und so soll der Vogelmensch die Menschheit der Prophezeiung nach auf ihre Reife prüfen und – sollte sie den Erwartungen nicht entsprechen – ihr Untergang sein.
Eingeleitet wird die Prophezeiung, dass der Vogelmensch wiedererweckt wird, durch das Auftauchen von mehreren variablen Kampfjets, die über die Fähigkeit verfügen, sich teilweise oder komplett in Kampfroboter zu verwandeln. Kampfpilot Shin, der nach einem Kampf auf der Insel abstürzt, lernt dort die Eingeborenen kennen und mit ihnen die Schwestern Sara und Mao. Sara kann die Winde sprechen hören und aus ihnen die Zukunft ahnen. Zwischen dem Piloten und den beiden jungen Frauen entwickelt sich bald eine Dreiecksbeziehung. Währenddessen sieht Sara die folgenden Kämpfe voraus, an denen auch der junge Pilot Roy Focker beteiligt ist, der einer der wichtigsten Kämpfer in den späteren Kriegen sein soll.

## Produktion
Die Anime-Serie entstand unter der Regie von Shōji Kawamori, von dem auch die Idee zur Handlung stammt. Das Drehbuch schrieb Hiroshi Ōnogi. Die Produktion wurde umgesetzt bei Studio Nue und Satelight, Takuya Saitō entwarf das Charakterdesign und Dai Ōta war künstlerischer Leiter. Das mechanical Design entwarf Junya Ishigaki nach Ideen von Shōji Kawamori. Die verantwortlichen Produzenten waren Kaya Ohnishi und Minoru Takanashi.
Die Musik des Animes komponierte Kuniaki Haishima, während Masafumi Mima Tonregie führte. Die Abspanne wurden mit folgenden Liedern unterlegt:
- Arkan von Holy Raz

- Life Song von Yen Chang with Holy Raz

- Yanyan von Yuuka Nanri

- Forest Song von Kuniaki Haishima

## Synchronisation
| Rolle      | japanischer Sprecher (Seiyū) |
| ---------- | ---------------------------- |
| Shin Kudō  | Kenichi Suzumura             |
| Sara Nome  | Sanae Kobayashi              |
| Mao Nome   | Yūka Nanri                   |
| Roy Focker | Akira Kamiya                 |

## Veröffentlichungen
Die fünf je 30 Minuten langen Folgen erschienen in Japan am 21. Dezember 2002 bei Bandai Visual als Original Video Animation. 2008 erschien die Serie zum 25-jährigen Bestehen des Serienuniversum am 22. August erneut, in HDTV digitalisiert auf Blu-ray in einem Boxenset. Außerdem wurde sie auf dem Bandai Channel ausgestrahlt.

## Fortsetzung
Die Handlung des Animes wird in der fünf Jahre später erschienenen Fernsehserie Macross Frontier aufgegriffen. In der 10. Episode mit dem Titel Legend of Zero sind die Ereignisse von Macross Zero zum Grundrahmen der Episodenhandlung, in der sich Maos Enkelin Sheryl seit geraumer Zeit in dem Macross-Frontier-Konvoy aufhält.

## Rezeption
Die deutsche Zeitschrift Animania lobt bei Macross Zero vor allem die Animation und die Optik. So seien insbesondere die Kampfszenen in der Luft, aufwändig und mit viel Einsatz von Computeranimationen umgesetzt. Das Charakterdesign sei erwachsener als in den Vorgängerwerken des Franchises und die Gegensätze des Settings bieten einen besonderen Reiz: „Die kühlen, hoch entwickelten Maschinen […] auf der einen Seite und das idyllisch-friedliche Pazifik-Kleinod in all seiner Verletzlichkeit auf der anderen“. Auch die Mangaszene lobt die „virtuos inszenierten Actionszenen“ in einer „Mischung aus CG- und klassischer Animation“. Dazu gesellten sich eine „unaufdringlich gesellschaftskritische Story, interessante Charaktere und haufenweise Anspielungen auf andere Macross-Serien“.